# Авалон (фильм, 2001)
«Авалон» (пол. Avalon) — фантастический триллер японского режиссёра Мамору Осии. Фильм завоевал три награды на различных кинофестивалях. Премьера фильма в России состоялась 18 июля 2002 года. В 2009 году вышел следующий фильм о вселенной Авалона — «Штурмовые девушки».

## Сюжет
В недалёком будущем часть молодежи бежит от разочарований в мир иллюзий. Утешение они находят в виртуальной военной игре «Авалон», названой так в честь легендарного острова, куда попадают души погибших героев. В этой игре виртуозное владение всеми видами оружия демонстрирует девушка Эш (Малгожата Форемняк), которая так зарабатывает на жизнь. Она с легкостью стреляет из танкового пулемета и поражает вражеского пилота вертолета из дальнобойной снайперской винтовки. После завершения миссии Эш снимает шлем виртуальной реальности и превращается в обычную девушку с каре, которая нервно курит и носит очки. Она возвращается в унылую жизнь, едет на трамвае по улицам сумрачного города домой, где ее ждет домашний пес. Внезапно она узнает, что объявился еще один виртуозный игрок класса А под никнеймом Епископ (Бишоп).
В столовой Эш встречает старого знакомого Станнера, который с теплотой вспоминает об их общей команде «Визардс», а также сообщает об исчезновении игрока Мерфи. Это может быть связано с Призраком (в образе девочки), который внезапно появляется и исчезает в игре. По легенде, следующий за Призраком исчезает и попадает на более высокий уровень игры S. A. Эш пытается выяснить о тех игроках, которые вышли из игры, и натыкается на информацию о Девяти Сестрах. Распорядитель игры (Магистр) сообщает ей, что Девять Сестер связаны с Морганой Ле Фей, которая вывезла короля Артура на Авалон, дала ему кольцо бессмертия и возложила на голову корону забвения.
Во время очередной миссии Эш встречает Джил, которая представляется участницей команды Девять Сестер. Но именно в этот раз Эш выбрасывает из игры и начинает тошнить в реальном мире. Придя домой, она обнаруживает исчезновение пса.
В столовой Станнер дает ей еще одну порцию информации, сообщая, что появление Призрака связано с Епископом. Однако «епископ» — лишь статус, более высокий, чем статус «воин». Епископом может стать сама Эш, но для этого ей нужна команда. Домой к Эш приходит сам Епископ и сообщает, что Станнера подослал именно он. Эш соглашается вступить в команду игроков, однако она понимает, что Епископ — это не игрок, а хранитель Авалона. Во время миссии по уничтожению механического монстра с надписью «Челябинский колхозник» гибнет Станнер, но Эш удается найти и, как ей кажется, уничтожить Призрака. Она переходит на новый уровень игры.
Эш снимает шлем виртуальной реальности, находит пистолет и черное вечернее платье. На экране монитора появляется изображение Епископа, который дает задание уничтожить Мерфи в здании Варшавской филармонии. На стене она видит постер с изображением своего потерявшегося пса и надпись «Avalon». Новый мир кажется более красочным и реальным, чем тот, в котором живет Эш. В фойе филармонии она встречает Мерфи. В ходе диалога она узнает, что её команду «Визард» решил распустить сам Мерфи, потому что нашел для себя более комфортную реальность, при этом настоящая реальность его не интересует. В ходе дуэли Эш убивает противника, но тот демонстрирует в ладони патроны, показывая, что его пистолет был не заряжен. Смерть Мерфи кажется реалистичной, но в итоге он исчезает как персонаж игры, распавшись на пиксели. Эш перезаряжает пистолет и идет в пустой зал филармонии, где на сцене видит Призрака. Эш направляет пистолет…

## В ролях
| Актёр                 | Роль        |
| --------------------- | ----------- |
| Малгожата Форемняк    | Эш          |
| Владислав Ковальский  | Мастер игры |
| Ежи Гудейко           | Мерфи       |
| Дариуш Бискупский     | Бишоп       |
| Бартоломей Свидерский | Станнер     |
| Жужанна Каш           | Призрак     |

## Съёмочная группа
- Режиссёр — Мамору Осии
- Автор сценария — Кадзунори Ито
- Оператор — Гжегож Кедзерский
- Композитор — Кэндзи Каваи
- Художник-постановщик — Барбара Новак
- Художник по костюмам — Магдалена Теславская
- Звукооператор — Судзи Иноуэ

## Номинации и награды
- 2001 год
  - Премия Каталонского международного кинофестиваля в категории «Лучшая операторская работа» (Гжегож Кедзерский)
  - Номинация на премию Каталонского международного кинофестиваля в категории «Лучший фильм»
- 2002 год
  - Премия Международного кинофестиваля в Дурбане в категории «Лучшая операторская работа» (Гжегож Кедзерский)
  - Премия Лондонского кинофестиваля научно-фантастических фильмов в номинации «Лучшая режиссура»